# Língua dhatki
Dhatki (धाटकी; ڍاٽڪي), também chamada Dhatti (धत्ती; ڍاٽي) or Thari (थारी; ٿَري), é uma das línguas Rajastanis do ramo das línguas indo-arianas da família das línguas indo-europeias. It is most closely related to Marwari.

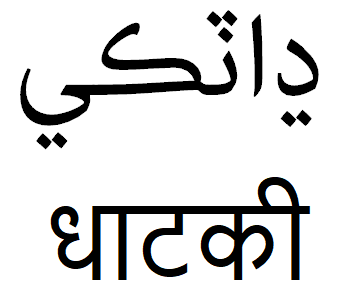
Amostra da Língua

        = File:

## Falantes
Dhatki/Dhati é falado nas partes ocidentais dos distritos Jaisalmer e Barmerer e na parte sul do distrito Jalore do Rajastão, Índia e partes orientais de Sindh, Paquistão. Algumas comunidades de língua Dhatki migraram para Índia em 1947 após a independência e continuaram a fazê-lo em pequeno número após essa data, mas a grande maioria dos falantes de Dhatki ainda reside no Paquistão.
Dhatki/Dhati é falado por essas comunidades:
- Thari Maheshwaris
- Rajputs
- Rajpurohit
- Charan
- Sodha
- Khatri
- Malhi
- Suthar
- Bajeer
- Sonara
- Meghwal
- Behil
- Harijan
- Garasiya

A maioria dos falantes da língua Dhatki vive no distrito de Umerkot e no distrito de Tharparkar em Sindh, Paquistão. 60% dos falantes da língua são muçulmanos, 35% são hindus e os 5% restantes praticam religiões folclóricas tradicionais.

## Fonologia
Dhatki tem consoantes implosivas, ao contrário de outras línguas Rajasthani intimamente relacionadas, mas como a vizinha (mas mais distantemente relacionada) língua sindi. É provável que essas consoantes tenham se desenvolvido na língua a partir do contato com falantes de Sindi mais culturalmente dominantes. Além disso, sua fonologia é muito parecida com outras línguas indo-arianas:
|                   |                 | Labial | Dental/ Alveolar | Retroflexa | Palatal | Velar  | Uvular | Glttal |
| ----------------- | --------------- | ------ | ---------------- | ---------- | ------- | ------ | ------ | ------ |
| Nasal             | Nasal           | m      | n                | (ɳ)1       | (ɲ)1    | (ŋ)1   |        |        |
| Plosiva/ Africada | surda           | p      | t̪                | ʈ          | tʃ      | k      | (q)1   |        |
| Plosiva/ Africada | surda aspirada  | pʰ     | t̪ʰ               | ʈʰ         | tʃʰ     | kʰ     |        |        |
| Plosiva/ Africada | sonora          | b      | d̪                | ɖ          | dʒ      | ɡ      |        |        |
| Plosiva/ Africada | sonora aspirada | bʱ     | d̪ʱ               | ɖʱ         | dʒʱ     | ɡʱ     |        |        |
| Implosiva         | sonora          | ɓ      | ɗ                |            | ʄ       | ɠ      |        |        |
| Fricativa         | surda           | f      | s                | (ʂ)1       | ʃ       | (x)1   |        |        |
| Fricativa         | sonora          |        | z                |            |         | (ɣ)1,2 |        | ɦ      |
| Vibrante          | plana           |        | ɾ                | (ɽ)1       |         |        |        |        |
| Vibrante          | sonora aspirada |        |                  | (ɽʱ)1      |         |        |        |        |
| Aproximante       | Aproximante     | ʋ      | l                | ɭ          | j       |        |        |        |

1. Os fonemas marginais e não universais estão entre parênteses. /ɽ/ é lateral [ɺ̢] para alguns falantes (Masica 1991:98).
2. /ɣ/ é pós velar sonora fricative|post-velar]].[2]

## Vogais
Dhakti tem um conjunto bastante padrão de vogais para uma língua indo-ariana: [ə aː ɪ iː ʊ (às vezes: u) uː eː oː ɛː ɔː]. A vogal ʊ pode ser percebida como um u curto e a vogal ɪ pode ser percebida como um i curto. A vogal ɛː é muitas vezes percebida como o ditongo əiː com base e contexto ou como um æː com base no sotaque do falante. A vogal ɔː é muitas vezes percebida como o ditongo əuː baseado e contextualizado. As vogais nazalizadas ocorrem finalmente em Dhakti, são elas: [ĩː ẽː ɛ̃ː ɑ̃ː ɔ̃ː õː ũː].

## Amostras
Algumas das frases típicas em Dhatki são:
- [tu ki karin to?] "O que você está fazendo?", [Hoon Ayye Pano Wachaan Payo] "Estou lendo esta página.",
- [tahayo naalo ki aheyy?] "Qual é o seu nome?",
- [mana roti kharie aheyy] "Eu tenho que comer" (Traduz literalmente para "Eu tenho que comer roti).
- [tu kith jaeen to?] "onde você está indo? [Kithe Kon Hi] "Em nenhum lugar.",
- [tu kin ahay?] "Como você está?". [Hoon Theek Ahan] "Estou bem",
- {Tu Kun ahi?}-"quem é você?"

## Escrita
A linguagem usa dois sistemas de escrita principais. Na Índia, a escrita Devanagari (que também é usada para Marwari, Hindi e muitas outras línguas do norte da Índia) é empregada; enquanto no Paquistão, a escrita perso-árabedo Sindi]] é usada. Algumas famílias mercantis, particularmente no lado indiano da fronteira, usam suas próprias escritas, geralmente variações da Escrita mahajani